# Ópera de Wellington
La Ópera de Wellington  (en inglés: Opera House, Wellington) es un teatro de proscenio en Wellington, Nueva Zelanda ubicado en la calle frente al Parque de Te Aro. William Pitt, el arquitecto que lo diseño se basó en el modelo de Melbourne, Australia, y gran parte de la obra fue supervisada por el arquitecto Albert Liddy.
Originalmente conocido como la "Gran ópera" (Grand Opera House), su construcción comenzó en 1911. Se trata de un edificio de ladrillo, con suelos de madera. En 1977, fue restaurado por la compañía de Seguros del Estado, y durante muchos años fue conocido como la Casa estatal de la Ópera o la ópera estatal. Hoy en día, es simplemente "La Casa de la Ópera".